# Charles Buet
Charles Buet (23. října 1846 Chambéry – 23. listopadu 1897 Paříž) byl francouzský spisovatel a novinář. Autor historických románů, jejichž děj se často odehrává v Savojsku. Články psal pod řadou pseudonymů, mj. Gaston Bois-Dupré, Capitaine Némo a Vindex. 

## Životopis
Charles Buet, syn obchodníka s potravinami ze Saint-Jean-de-Maurienne, byl ženatý s Camille roz. Poncetovou (1850–1897), se kterou měl syna Patrice (1889–1953).
Vzdělání získal na Collège de Saint Pierre-d'Albigny, poté krátce studoval na Faculté de Lyon a stal se dopisovatelem Courrier des Alpes a Journal de la Savoie. V roce 1867 byl přijat do L'Univers, ultramontánních a polemických novin vedených Louisem Veuillotem. Byl také ovlivněn katolickým filozofem Ernestem Hallem.
Buet strávil krátký čas na ostrově Réunion, kde přispíval do místních katolických novin La Malle, a protože byl konkurenčními periodiky obviněn z mravnostních historek, vyvolal koncem listopadu 1868 nepokoje, které ho donutily ostrov opustit. O tomto pobytu vydal vzpomínky (Trois mois à l'île Bourbon, Journal d'un étudiant) a dvě knihy o Madagaskaru, který nikdy nenavštívil. Cestoval také do Egypta, kde se seznámil se svou budoucí ženou, rovněž pocházející ze Savojska, která byla sestrou cestovatelů Ambroise (1835–1868) a Julese (1838–1873) Poncetových. Od roku 1869 publikoval řadu románů s morálními nároky, historických románů a povídek a v roce 1881 uvedl v Théâtre de la Porte-Saint-Martin hru Le Prêtre. Jeho hluboce katolické a konzervativní dílo je dnes téměř zapomenuto.

### Literární salon
V Paříži navštěvoval Café Banier, v té době proslulou literární kavárnu v Rue des Saints-Pères, a měl literární salon na Avenue de Breteuil, kde se bavil s mnoha katolickými spisovateli, kteří byli ochotni polemizovat a kteří ho výrazně ovlivnili v jeho článcích. Patřili k nim Jules Barbey d'Aurevilly, Léon Bloy (s nímž se v roce 1892 pohádal kvůli hrobce Barbey d'Aurevilly), François Coppée, Joris-Karl Huysmans, Jean Lorrain, Laurent Tailhade a Jean Moréas, okultista Stanislas de Guaïta, zpěvačka Roselia Rousseilová a také celá bohémská společnost, jejíž politické sklony směřovaly spíše k anarchismu, jako například Félix Fénéon, Paul a Victor Margueritteovi a Oscar Méténier. Byla zde přijata Sarah Bernhardtová a Gustave Guiches se „vyučil“ pařížskému životu.

### Návrat do Savojska
Finanční potíže ho donutily opustit Paříž a vrátit se do Savojska, do Thonon-les-Bains. Psal vynalézavé historické romány, které se setkaly s jistým úspěchem. Byl přijat místními učenými společnostmi jako savojský historik a 16. března 1882 se stal řádným členem Académie de Savoie a viceprezidentem Académie Chablaisienne.
V roce 1894 se vrátil do Paříže, kde v roce 1897 zemřel ve věku 51 let, čtyři měsíce po své manželce.

## Dílo

### V češtině
- Gamin – in: 1000 nejkrásnějších novel... č. 102, úvod František Sekanina, přeložil Pavel Projza, s. 79–84. Praha: J. R. Vilímek, 1916